# Reliance (Dakota del Sud)
Reliance és una població dels Estats Units a l'estat de Dakota del Sud. Segons el cens del 2000 tenia 206 habitants.

## Demografia
Segons el cens del 2000, Reliance tenia 206 habitants, 84 habitatges, i 54 famílies. La densitat de població era de 73 habitants per km².
Dels 84 habitatges en un 35,7% hi vivien nens de menys de 18 anys, en un 47,6% hi vivien parelles casades, en un 10,7% dones solteres, i en un 35,7% no eren unitats familiars. En el 32,1% dels habitatges hi vivien persones soles l'11,9% de les quals corresponia a persones de 65 anys o més que vivien soles. El nombre mitjà de persones vivint en cada habitatge era de 2,45 i el nombre mitjà de persones que vivien en cada família era de 3,11.
Per edats la població es repartia de la següent manera: un 28,6% tenia menys de 18 anys, un 9,2% entre 18 i 24, un 25,2% entre 25 i 44, un 25,2% de 45 a 60 i un 11,7% 65 anys o més.
L'edat mediana era de 37 anys. Per cada 100 dones de 18 o més anys hi havia 101,4 homes.
La renda mediana per habitatge era de 30.833 $ i la renda mediana per família de 35.417 $. Els homes tenien una renda mediana de 22.361 $ mentre que les dones 21.875 $. La renda per capita de la població era de 14.141 $. Entorn del 4,1% de les famílies i l'11,2% de la població estaven per davall del llindar de pobresa.

## Poblacions més properes
El següent diagrama mostra les poblacions més properes.